# Панта Горда (Флорида)
Панта Горда (енгл. Punta Gorda) град је у америчкој савезној држави Флорида. По попису становништва из 2010. у њему је живело 16.641 становника.

## Демографија
Према попису становништва из 2010. у граду је живело 16.641 становника, што је 2.297 (16,0%) становника више него 2000. године.
| Група             | 2000.          | 2010.          |
| Белци             | 13.373 (93,2%) | 14.972 (90,0%) |
| Афроамериканци    | 454 (3,2%)     | 553 (3,3%)     |
| Азијати           | 112 (0,8%)     | 191 (1,1%)     |
| Хиспаноамериканци | 285 (2,0%)     | 746 (4,5%)     |
| Укупно            | 14.344         | 16.641         |